# Heinrich Troeger

Troegers Unterschrift (rechts) auf einer 5-DM-Banknote (1960)

Heinrich Troeger (* 4. März 1901 in Zeitz; † 28. August 1975 in Bad Nauheim) war ein deutscher Jurist und Politiker (SPD). Von 1958 bis 1969 war er Vizepräsident der Deutschen Bundesbank.

## Leben
Troeger wurde als Sohn eines Kreismedizinalrats geboren. Nach dem Abitur am humanistischen Gymnasium nahm er ein Studium der Rechts- und Staatswissenschaften in Breslau, Würzburg und Halle auf, das er im Jahr 1922 mit der Promotion zum Dr. jur. beendete.
Troeger war seit 1922 Mitglied der SPD. Während der Zeit der Weimarer Republik war er von 1929 bis 1933 Mitglied des niederschlesischen Provinziallandtags und des dortigen Provinzialausschusses.
Seit 1925 war Tröger Regierungsassessor bei den Landratsämtern in Euskirchen und Dortmund. Seit 1926 war er Erster Bürgermeister der Stadt Neusalz an der Oder. Nach der Machtergreifung der Nationalsozialisten wurde er 1933 seines Amtes enthoben.
Von 1934 bis 1945 war er als Fachanwalt für Devisen- und Steuerrecht in Berlin tätig, zuletzt mit der Bezeichnung Verwaltungsrechtsrat. Unter anderem war er in dieser Zeit während des Zweiten Weltkriegs als Treuhänder für das „feindliche“ Betriebsvermögen des kanadischen Herstellers Massey-Harris eingesetzt, der in Deutschland und im besetzten Frankreich Produktionsstätten für Landmaschinen unterhielt.
Nach dem Zweiten Weltkrieg war er 1945/46 Oberbürgermeister der Stadt Jena. Er siedelte nach Westdeutschland über und ließ sich in Hessen nieder. 1947 wurde er zum Ministerialdirektor im hessischen Finanzministerium ernannt und übernahm von 1947 bis 1949 das Amt des Generalsekretärs des Länderrats des Vereinigten Wirtschaftsgebiets. 1950/51 war er Ministerialdirektor im nordrhein-westfälischen Finanzministerium und gleichzeitig Stellvertreter von Minister Heinrich Weitz.
Vom 10. Januar 1951 bis zum 26. September 1956 amtierte er als hessischer Staatsminister der Finanzen in der von Ministerpräsident Georg-August Zinn geführten Landesregierung. Außerdem war er Mitglied in verschiedenen Aufsichtsräten. Von 1954 bis zu seiner Mandatsniederlegung 1958 war er Mitglied des hessischen Landtags.
Tröger war 1956/57 Präsident der hessischen Landeszentralbank und von 1958 bis 1969 Vizepräsident der Deutschen Bundesbank. Er leitete von 1964 bis 1966 eine nach ihm benannte Kommission zur Reform der Finanzverfassung (siehe Art. 91a GG).

## Ehrungen
- 1961: Silberne Verdienstplakette der Stadt Darmstadt
- 1966: Großes Verdienstkreuz mit Stern und Schulterband der Bundesrepublik Deutschland

## Veröffentlichungen
- Der Kapitalverkehr im deutschen Devisenrecht, 1934
- Import und Export nach deutschem und ausländischem Devisenrecht, 1940
- Steuerstrafrecht, 1943

Aufsätze
- Thilo Vogelsang: Oberbürgermeister in Jena 1945/46. Aus den Erinnerungen von Dr. Heinrich Troeger. In: Vierteljahrshefte für Zeitgeschichte, 25. Jahrg., 4. H., Beiträge aus dem Institut für Zeitgeschichte (Okt., 1977), S. 889–930 (PDF).